# Фер Плеј (Мисури)
Фер Плеј (енгл. Fair Play) град је у америчкој савезној држави Мисури.

## Демографија
По попису из 2010. године број становника је 475, што је 57 (13,6%) становника више него 2000. године.
| Група             | 2000.       | 2010.       |
| Белци             | 398 (95,2%) | 454 (95,6%) |
| Афроамериканци    | 2 (0,5%)    | 0 (0,0%)    |
| Азијати           | 0 (0,0%)    | 1 (0,2%)    |
| Хиспаноамериканци | 3 (0,7%)    | 9 (1,9%)    |
| Укупно            | 418         | 475         |